# Evangelische Kirche Milspe

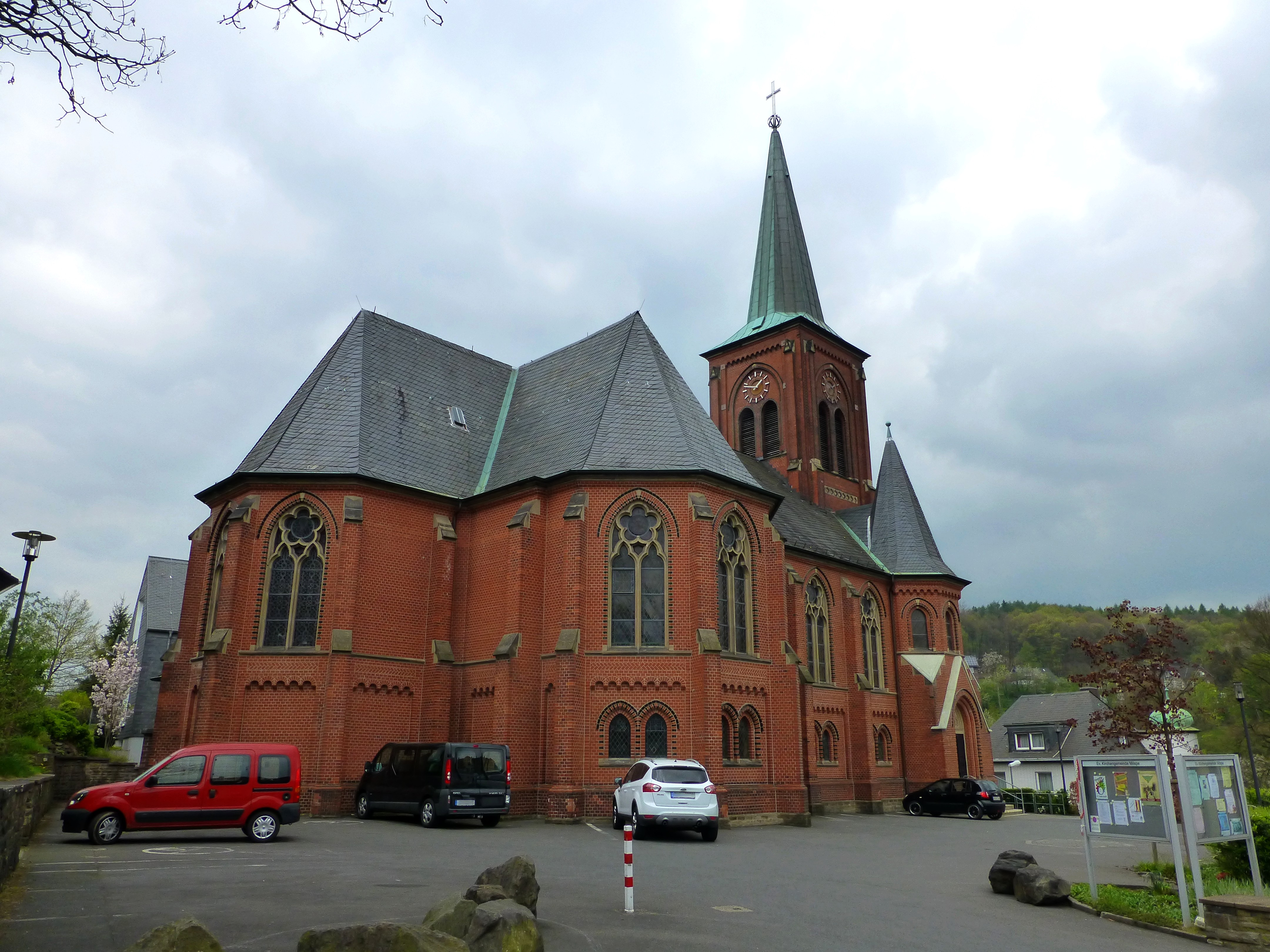

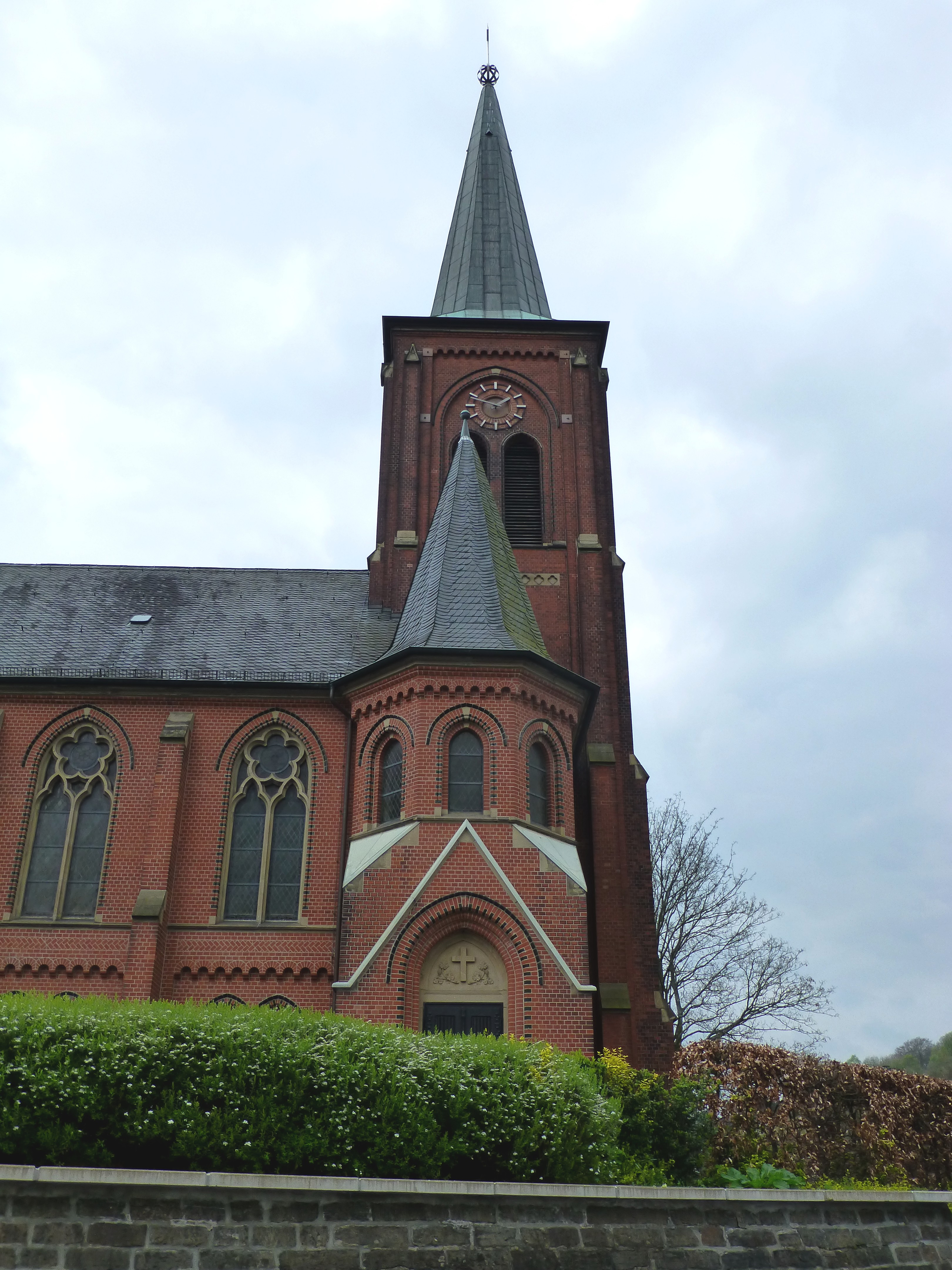

Die evangelische Kirche ist ein denkmalgeschütztes Kirchengebäude in Milspe, einem Ortsteil von Ennepetal im Ennepe-Ruhr-Kreis (Nordrhein-Westfalen).

## Geschichte und Architektur
Die fünfjochige, neugotische Emporenhalle mit einem Chor im 5/8-Schluss wurde von 1895 bis 1896 von E. Eichelberg errichtet. Der ortsbildprägende Backsteinbau ist zum Teil mit farbig abgesetztem Dekor und Werksteinschmuck an den Portalen und Maßwerkfenstern ausgeführt. Die polygonal geschlossenen Erweiterungen wirken querhausartig, der Westturm wird von Treppentürmchen flankiert. Im Innenraum ist eine dreiseitige Empore eingebaut. In das Mittelschiff ist eine satteldachförmige Holzdecke eingezogen, die Seitenschiffe sind flach gedeckt. Die flachgedeckten querhausartigen Erweiterungen sind durch Emporen abgeteilt. Die Kanzel, die Taufe und Teile des Gestühls sind aus der Bauzeit.
Im Jahr 2003 erfolgte neben einer denkmalgerechten Sanierung der Außenhülle, bei der die verloren gegangene Kreuzblume über dem Portal wiederhergestellt wurde, auch ein behutsamer innerer Umbau. Die Wuppertaler Architekten Hans Christoph Goedeking und Josef Johannes Niedworok schufen eine mehrgliedrige Foyerzone um die Kirche mit dem angrenzend neu erbauten Gemeindehaus zu verbinden. Damit ist das vormals isolierte Gotteshaus in die alltägliche Gemeindearbeit direkt eingebunden.